# Claude-Glas

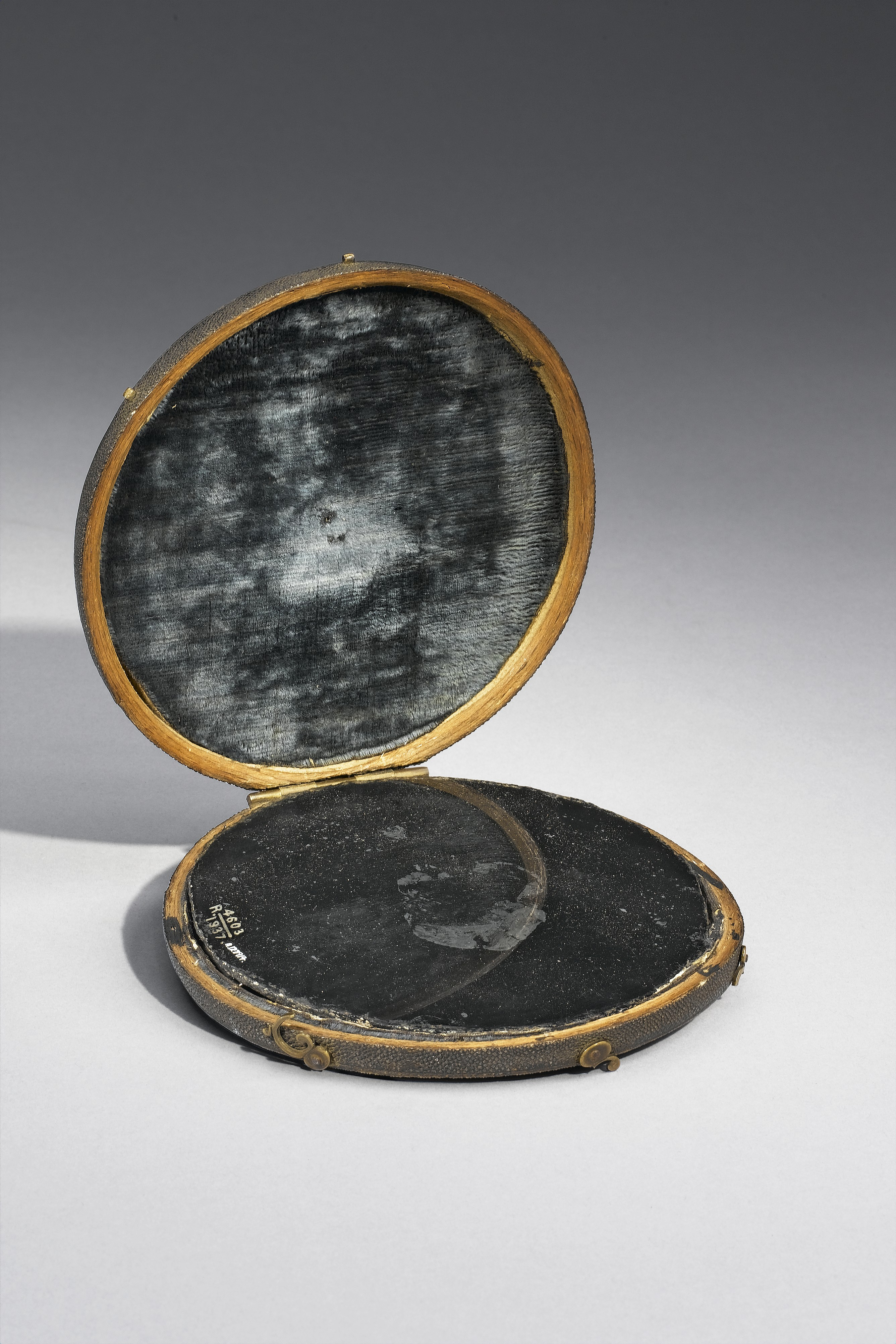
Claude-Glas

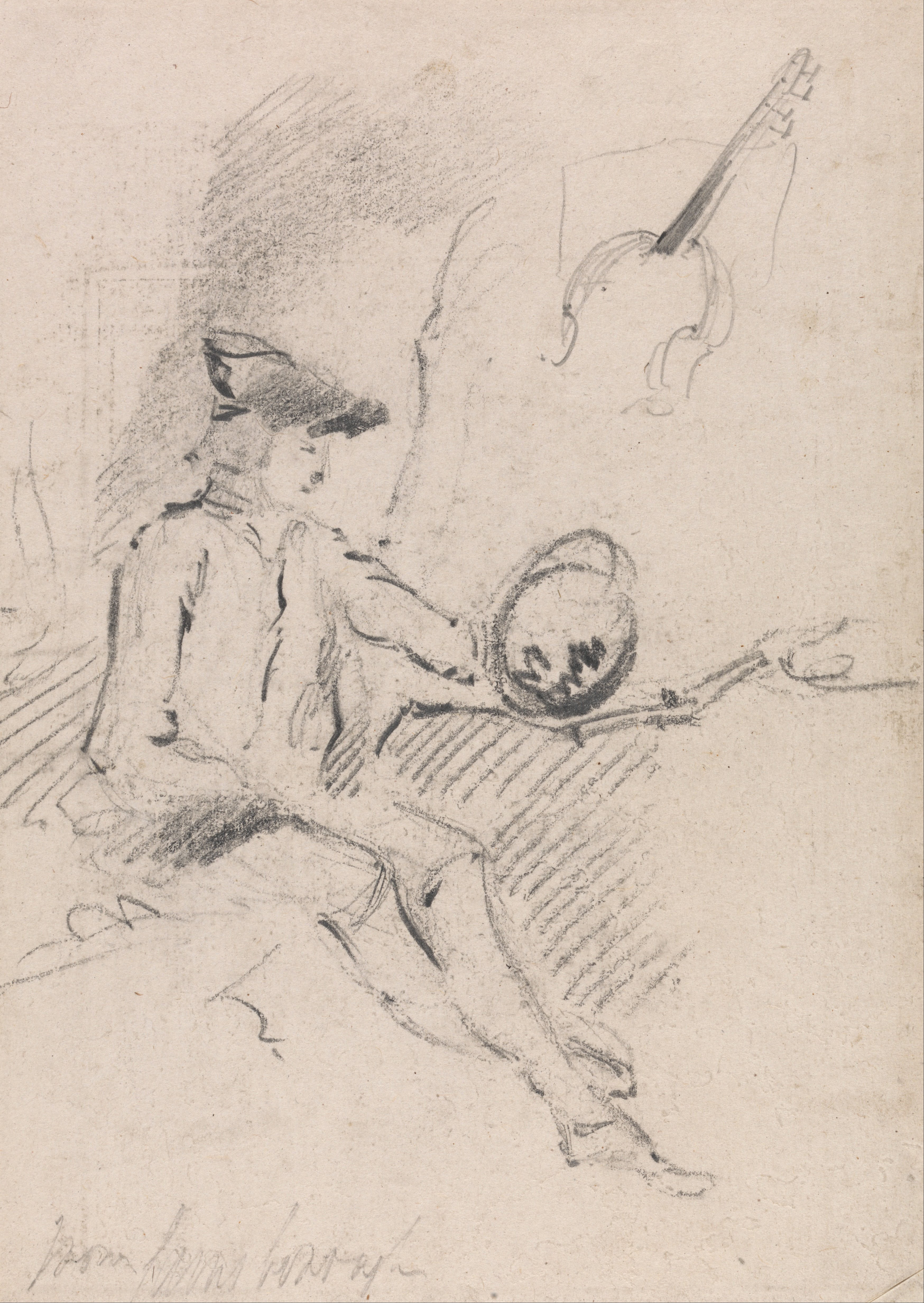
Thomas Gainsborough: Mann mit einem Claude-Glas (undatiert)

Ein Claude-Glas ist ein kleiner, getönter und gerahmter, leicht nach außen gewölbter Spiegel, der im 18. Jahrhundert dazu benutzt wurde, Gegenden – wie in den Gemälden von Landschaftsmalern dargestellt – ästhetisch als Landschaften zu betrachten. Die zuerst in England aufgekommenen Claude-Gläser sind nach dem französischen Landschaftsmaler Claude Lorrain (1600–1682) benannt.
Der Benutzer eines Claude-Glases hielt den Spiegel so vor sein Gesicht, dass er die Landschaft in seinem Rücken in dem Rahmen betrachten konnte. Ziel dieser besonderen Art der Naturbetrachtung war es, Landschaftsausschnitte zu entdecken und ästhetisch zu genießen, die an die Gemälde Lorrains erinnerten. Durch die konvexe Wölbung des Spiegels wurde die vom Spiegel erfasste Landschaft auf einem deutlich kleineren Sichtfeld abgebildet, konnte also mit einem Blick erfasst werden. Durch die Tönung des Glases wurden außerdem die Farbabstufungen deutlicher hervorgehoben.
Der Einfluss Lorrains auf die Landschaftswahrnehmung seiner Zeit ging jedoch noch weiter. Seine idealisierten Landschaftsbilder wurden Vorbild für die Landschaftsgestaltung. „Das bei Claude erreichte Gleichgewicht der Teile, die sichtbar gewordene Harmonie zwischen Mensch, Natur und Geschichte, wurde zum Vorbild nicht nur für viele Maler der kommenden Jahrhunderte, sondern auch für manchen Privatmann, sich seine Umgebung nach diesem Muster als Garten zu gestalten.“